# Clásica de San Sebastián 2025
44. ročník jednodenního cyklistického závodu Clásica de San Sebastián se konal 2. srpna 2025 v baskickém městě San Sebastián a okolí. 
Vítězem se stal Ital Giulio Ciccone z týmu Lidl–Trek. Na druhém a třetím místě se umístili Švýcar Jan Christen (UAE Team Emirates XRG) a Belgičan Maxim Van Gils (Red Bull–Bora–Hansgrohe).
Závod byl součástí UCI World Tour 2025 na úrovni 1.UWT a byl dvacátým sedným závodem tohoto seriálu.

## Týmy
Závodu se zúčastnilo všech 18 UCI WorldTeamů a 7 UCI ProTeamů. Do cíle dojelo 103 závodníků.
UCI WorldTeamy
- Alpecin–Deceuninck
- Arkéa–B&B Hotels
- Cofidis
- Decathlon–AG2R La Mondiale
- EF Education–EasyPost
- Groupama–FDJ
- Ineos Grenadiers
- Intermarché–Wanty
- Lidl–Trek
- Movistar Team
- Red Bull–Bora–Hansgrohe
- Soudal–Quick-Step
- Team Bahrain Victorious
- Team Jayco–AlUla
- Team Picnic PostNL
- UAE Team Emirates XRG
- Visma–Lease a Bike
- XDS Astana Team

UCI ProTeamy
- Caja Rural–Seguros RGA
- Equipo Kern Pharma
- Euskaltel–Euskadi
- Israel–Premier Tech
- Lotto
- Team TotalEnergies
- Uno-X Mobility

## Výsledky
| Pořadí | Jezdec                  | Tým                     | Čas        |
| ------ | ----------------------- | ----------------------- | ---------- |
| 1      | Giulio Ciccone (ITA)    | Lidl–Trek               | 5h 05' 33" |
| 2      | Jan Christen (SUI)      | UAE Team Emirates XRG   | + 9"       |
| 3      | Maxim Van Gils (BEL)    | Red Bull–Bora–Hansgrohe | + 19"      |
| 4      | Tiesj Benoot (BEL)      | Visma–Lease a Bike      | + 19"      |
| 5      | Isaac del Toro (MEX)    | UAE Team Emirates XRG   | + 19"      |
| 6      | Neilson Powless (USA)   | EF Education–EasyPost   | + 19"      |
| 7      | Luke Plapp (AUS)        | Team Jayco–AlUla        | + 21"      |
| 8      | Christian Scaroni (ITA) | XDS Astana Team         | + 1' 09"   |
| 9      | Cian Uijtdebroeks (BEL) | Visma–Lease a Bike      | + 1' 10"   |
| 10     | Xandro Meurisse (BEL)   | Alpecin–Deceuninck      | + 2' 01"   |